# 君島五郎
君島 五郎（きみしま ごろう、前名・寅一郎、1866年9月15日〈慶應2年8月7日〉 - 没年不明）は、日本の温泉旅館業者、会社役員、政治家。栃木県会議員。

## 人物
先代君島五郎の長男。1876年、家督を相続し、前名・寅一郎を改め襲名する。祖業を継ぎ、温泉旅館を経営し、同時に同温泉の改良発展に尽瘁する。また塩原電車取締役である。住所は栃木県塩谷郡塩原町、那須郡西那須野町（現那須塩原市）。

## 家族・親族
君島家
君島家は塩原温泉草分けの旧家で、代々「明賀屋」と称し、温泉宿業を営む。
- 父：君島五郎[1][2]
- 母：君島イク（栃木、高橋善右衛門の三女[2][4]）
  - 本人：君島五郎（前名寅一郎）
  - 妻（1867年 - ?、栃木、猪股槇之助の叔母[1][2]）
    - 長男：君島一郎[5]（1887年 - 1975年、朝鮮銀行副総裁[5]）
    - 妻：君島カド（1897年 - ?、栃木、瀧澤民の妹[4]）
    - 二男：君島喜次郎（1889年 - ?[4]）
    - 妻：君島フク（1891年 - ?、栃木、鹿沼銀行取締役福田代造の三女[4]）
      - 長男[4]
      - 二男[4]
      - 長女[4]

    - 長女[4]
    - 二女[4]
      - 孫[1][2]

親戚
- 植竹三右衛門（栃木県多額納税者、味噌醤油醸造業、大地主、貴族院議員、資産家、篤農家、栃木県農工銀行頭取） - 妻・マツは君島五郎の従姉[1][2]。
- 植竹三右衛門（栃木県那須郡川西町長、栃木県多額納税者、帝國造林、東野鉄道各社長、植竹商業代表取締役）